# Clinteria confinis
Clinteria confinis är en skalbaggsart som beskrevs av Hope 1831. Clinteria confinis ingår i släktet Clinteria och familjen Cetoniidae. Utöver nominatformen finns också underarten C. c. pseudoconfinis.